# Kostel Stětí svatého Jana Křtitele (Ořech)
Farní kostel Stětí svatého Jana Křtitele v obci Ořech v okrese Praha-západ je původně gotický kostel z konce 14. století. Areál kostela (s farou, sochou sv. Jana Nepomuckého a ohradními zdmi fary i kostela) je chráněn jako kulturní památka České republiky.

## Dějiny

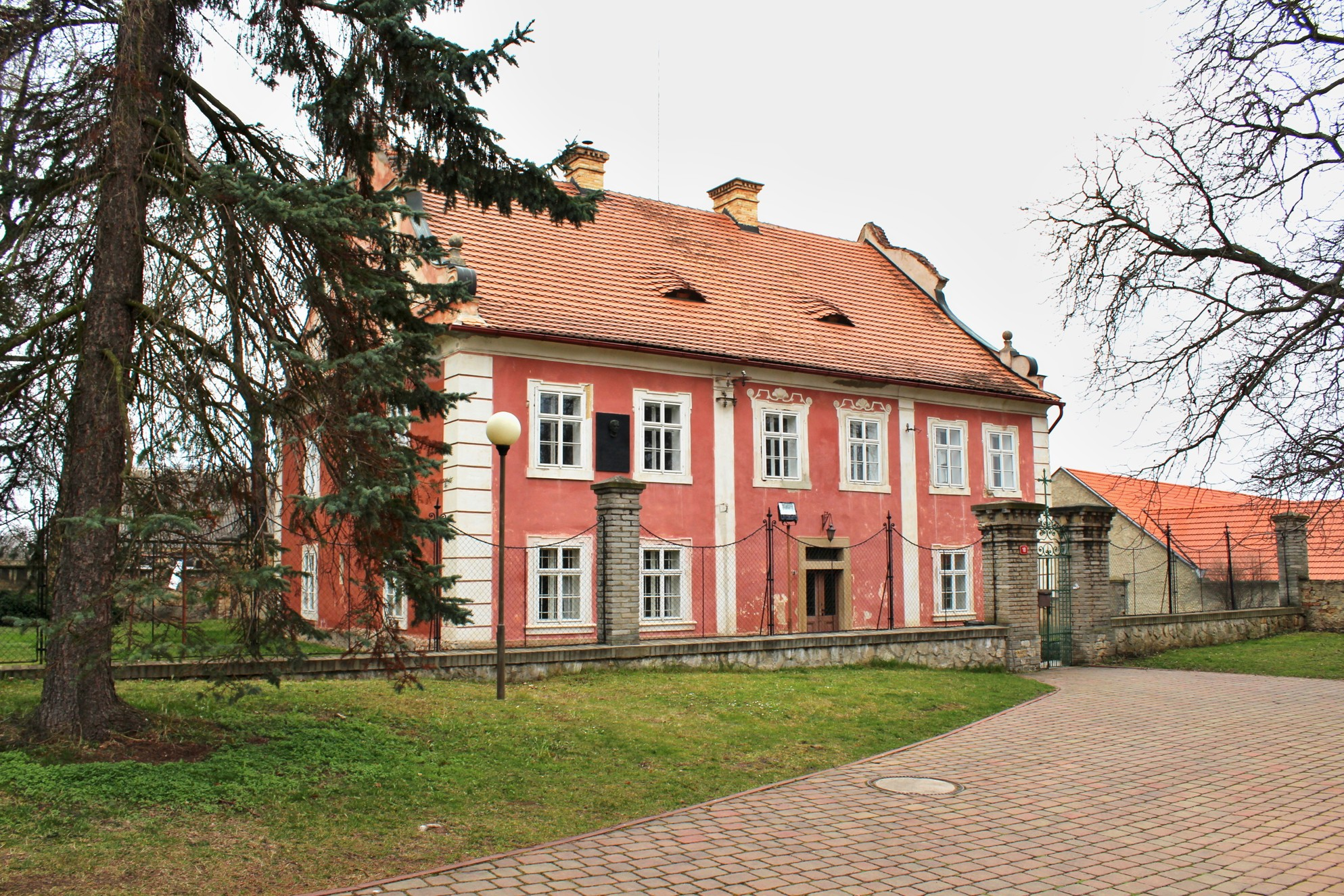
Fara, kde působil Jindřich Šimon Baar

Kostel Stětí sv. Jana Křtitele stojí na návsi. Pochází z konce 14. století, původně jako gotická stavba, která byla později v letech 1714-1736 barokně upravena.

## Fara

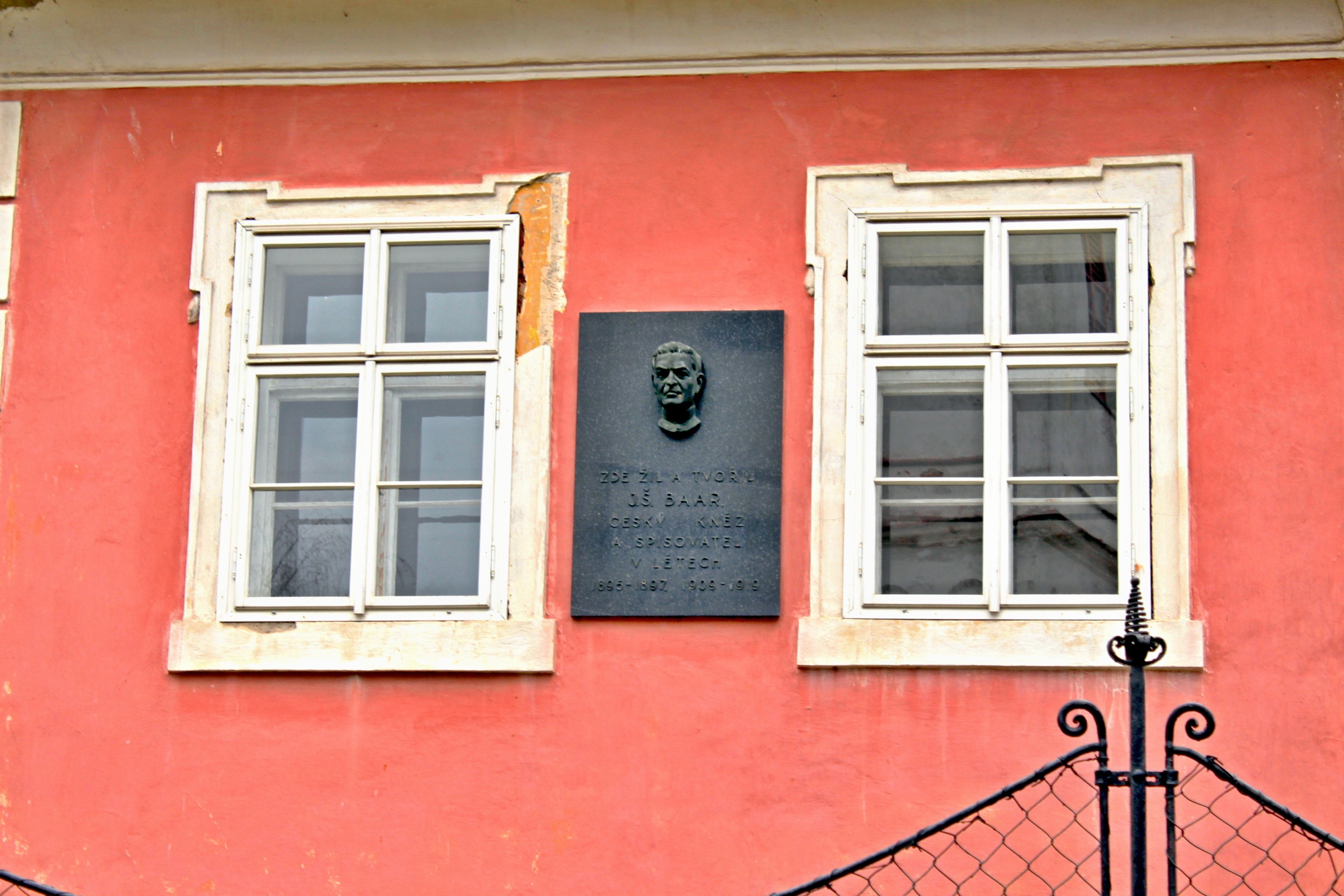
Pamětní deska J. Š. Baara

Vedle vstupní části kostela se nachází malebná barokní fara z první poloviny 18. století. Na faře žil a pracoval jako farář spisovatel Jindřich Šimon Baar, v letech 1895-1897 a později ještě v letech 1909-1919. Spisovatele připomíná pamětní deska umístěná na fasádě fary.